# Мацуи, Рэна
Рэна Мацуи (яп. 松井 玲奈 Matsui Rena, род. 27 июля 1991; Тоёхаси, Айти) — японская певица-идол, бывшая участница гёрл-групп SKE48 и Nogizaka46. Изначально она присоединилась к подгруппе SKE48 S, но в апреле 2013 года она стала лидером подгруппы Е. Также принимала участие в основном составе SKE48 и участвовала в записи синглов AKB48.

## Карьера
В июле 2008 года Рэна Мацуи приняла участие в прослушивании группы SKE48, в результате которого вошла в её состав. Дебют подгруппы S состоялся 5 октября 2008 года. Также приняла участие в записи сингла основного состава AKB48 «10nen Zakura». 1 марта 2012 года вышел первый фотоальбом Рэны Kingyo.
В апреле 2013 года SKE48 реорганизовала команду и Мацуи стала лидером команды E. В ходе всеобщего голосования AKB48 она заняла 7 место, набрав 73 173 голосов.
24 февраля 2014 года оставила AKB48 и стала участницей группы Nogizaka46, оставаясь при этом в команде SKE48 E. Первое выступление с Nogizaka46 состоялось на стадионе Makuhari Messe 13 апреля 2014 года. Тогда Рэна вместе с другими членами группы исполнила песню «Kizuitara Katamoi».
1 апреля 2014 года Рэна Мацуи выпустила свою вторую фотокнигу Hemeretto. В голосовании AKB48 2014 она заняла 5 место, набрав в целом 69 790 голосов. 26 марта 2015 года во время концерта на стадионе «Сайтама Супер Арена» было объявлено о том, что её параллельное участие в Nogizaka46 прекращено.
11 июня 2015 года Рэна объявила о том, что покинет SKE48 в конце августа.
Её выпускной концерт «Matsui Rena SKE48 Graduation Concert in Toyota Stadium: 2588 Days» состоялся 30 августа 2015-го на стадионе «Тоёта». Её последнее выступление в составе SKE48 состоялось на следующий день.
После SKE48 Мацуи работала актрисой в нескольких сериалах и фильмах, в том числе в Kamen Rider Build the Movie: Be the One и девяносто девятом сериале-асадоры NHK Manpuku. В 2018 году дебютировала как писатель-фантаст, опубликовав рассказ «Nugutte mo, nugutte mo» в литературном журнале Subaru.